# Scheldewindeke
Scheldewindeke is een dorp in de Belgische provincie Oost-Vlaanderen en een deelgemeente van Oosterzele, het was een zelfstandige gemeente tot aan de gemeentelijke herindeling van 1977.

## Geschiedenis
Scheldewindeke werd voor het eerst vermeld in 988 en wel als Vuenteca. Deze naam omvat een persoonsnaam en een acu-vorm wat een Keltisch woord is voor nederzetting.
Het behoorde aan de heren van Scheldewindeke maar einde 13e eeuw werd het onderdeel van het Land van Rode. In 1697 stierf markies Lopez-Maria Rodriguez d'Evora y Vega. Toen werd Scheldewindeke samen met Moortsele en Balegem afgescheiden van het Land van Rode en onder diens kinderen verdeeld. De heerlijkheid Scheldewindeke kwam door huwelijk in bezit van de familie Dons de Lovendegem.
Burgemeesters van Scheldewindeke waren onder meer:
- Anno 1843: Sonneville
- Van 1870 tot 1881: Franz Vergauwen
- Jaren 1920: Ernest De Witte

## Demografische ontwikkeling
- Bronnen:NIS, Opm:1831 tot en met 1970=volkstellingen; 1976 = inwoneraantal op 31 december

## Bezienswaardigheden
- De 13de-eeuwse Sint-Christoffelkerk, gelegen achter het pittoreske marktplein.
- De Windekemolen/molen De Visscher, afgebrand in 1910 en heropgebouwd door molenaar Hector De Visscher. Deze molen is gelegen op de grens met Balegem.
- De Lange Munte is een onderdeel van de oude verbindingsweg tussen Dendermonde en Oudenaarde. Zij is aangelegd op een oude kouterweg die reikte tot Meilegem.Tijdens de Eerste Wereldoorlog werd de Lange Munte gebruikt als vliegveld. De restanten van de fundering van de oude ijzeren loods zijn nu nog te zien.[1] Heden is het kasseigedeelte van de Lange Munte een strook van het parcours van het wielerevenement: Omloop Het Nieuwsblad.
- Het Spiegeldriesbos (Munkbos)
- Het Blauw Kasteel
- Het Wit Kasteel

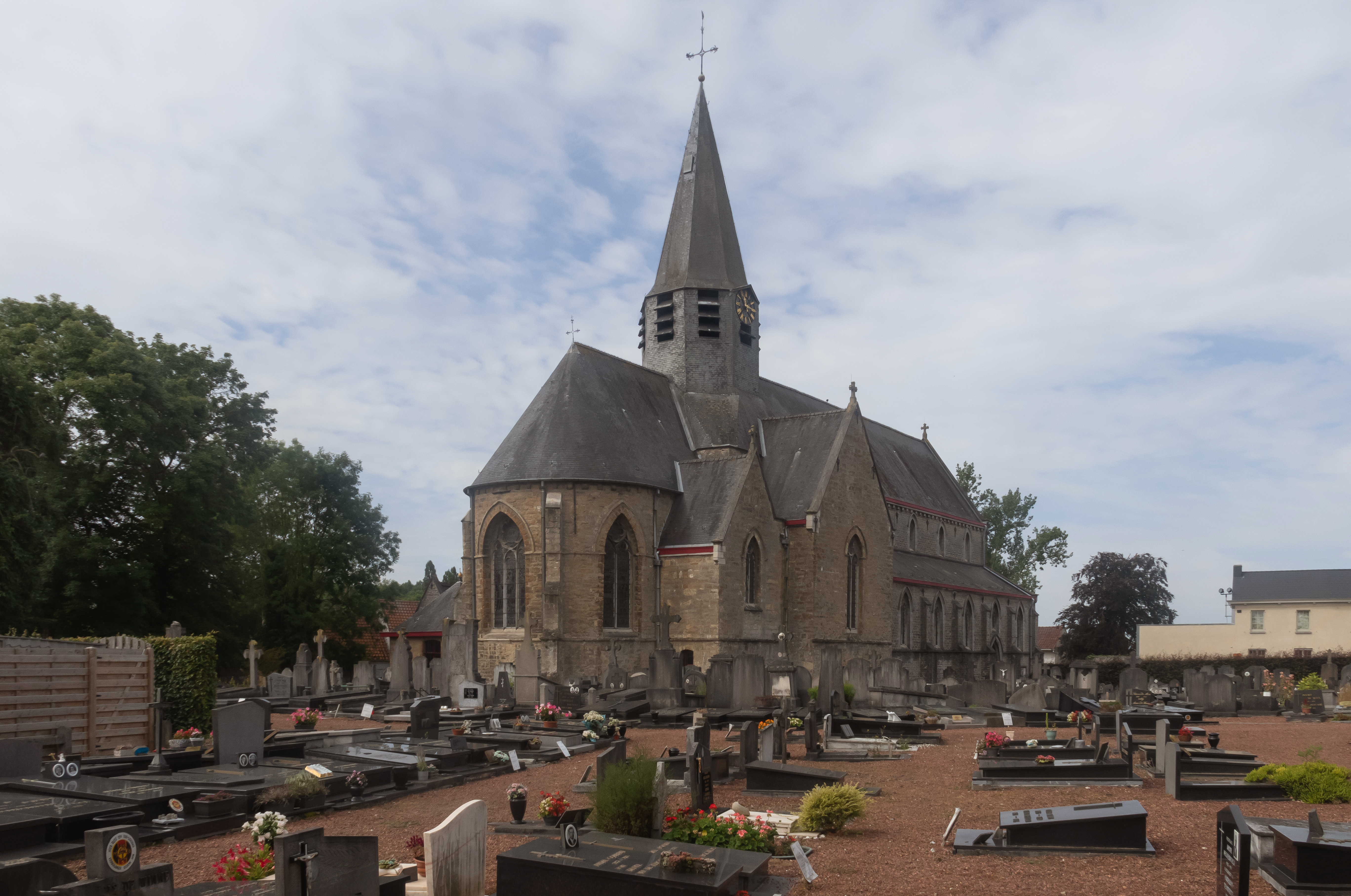
Sint-Christoffelkerk
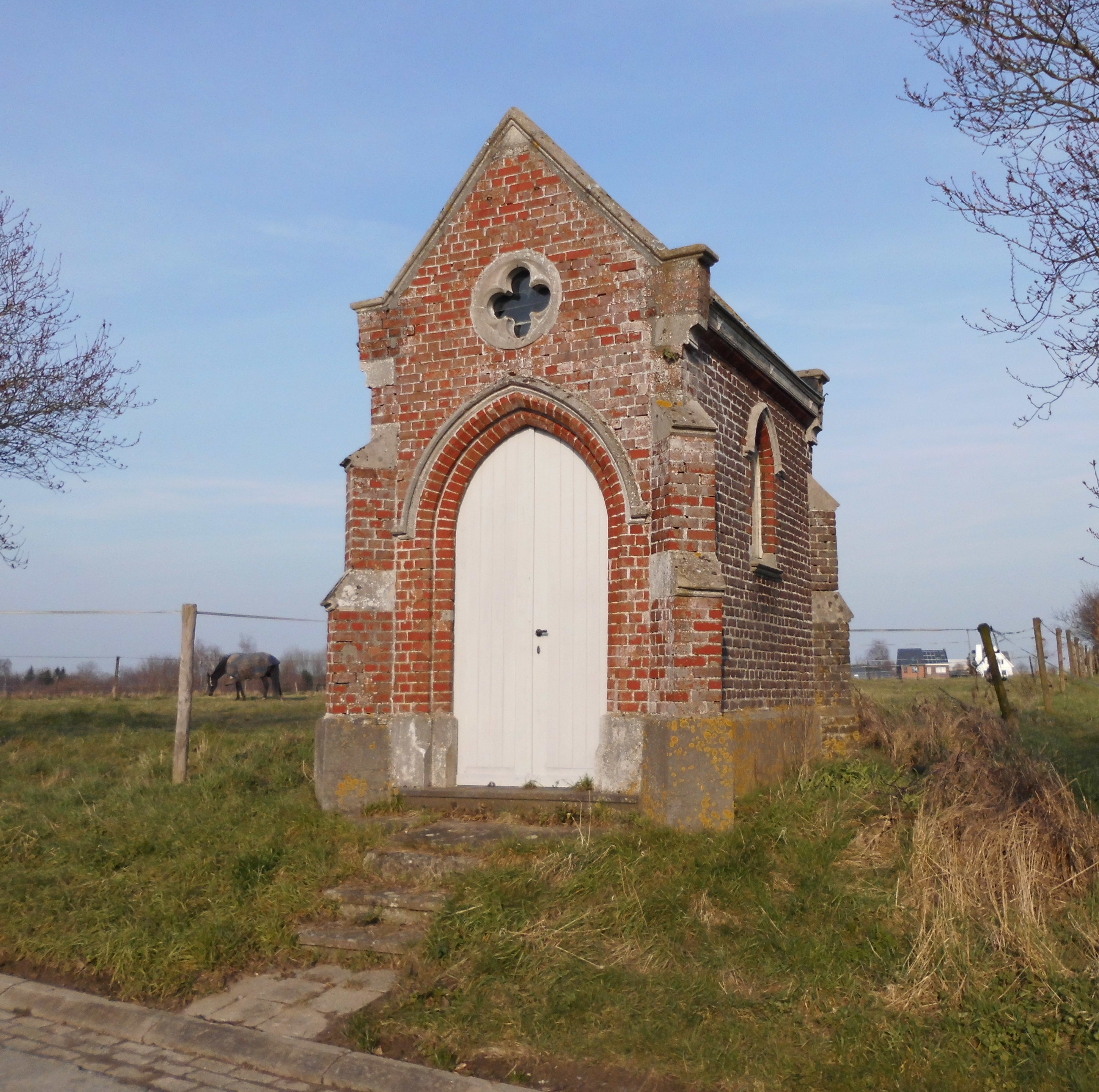
Wegkapel Heilig Hart van Jezus
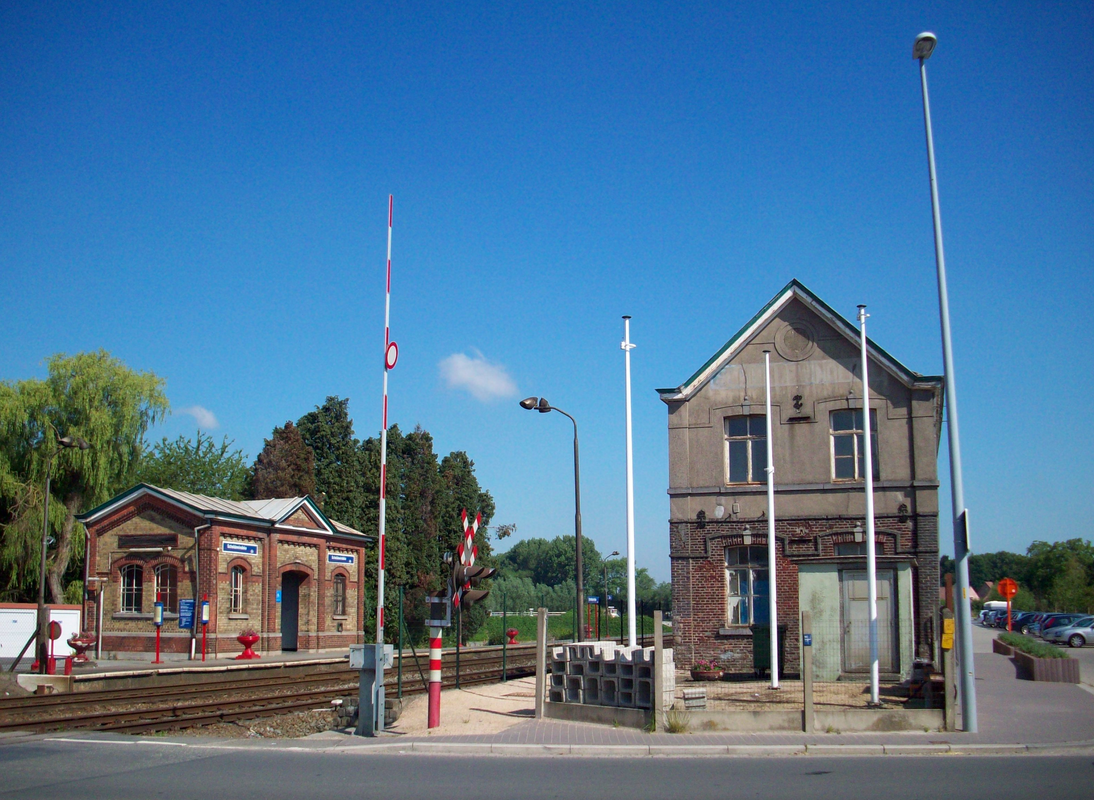
Station Scheldewindeke
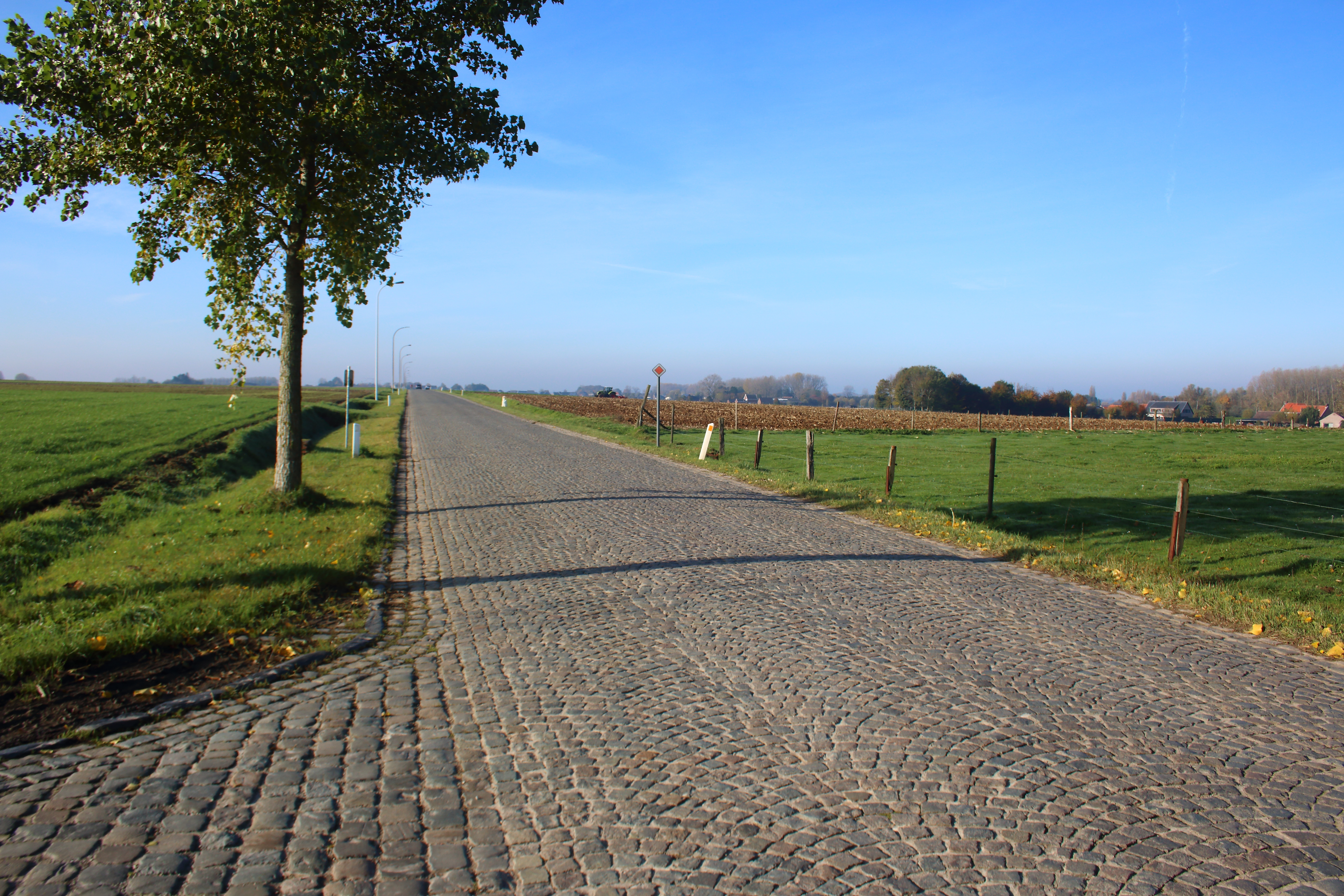
Lange Munte
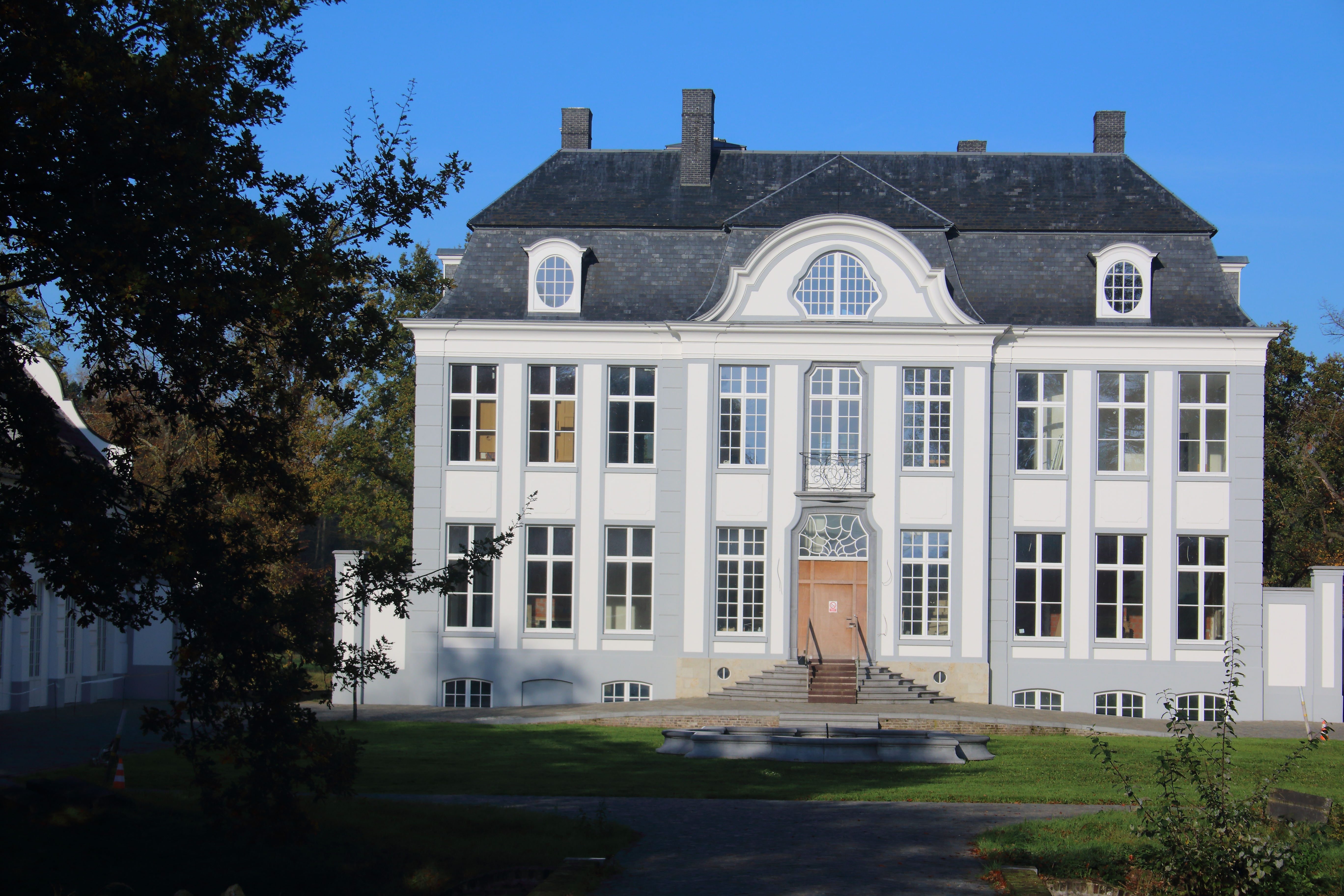
Blauw Kasteel
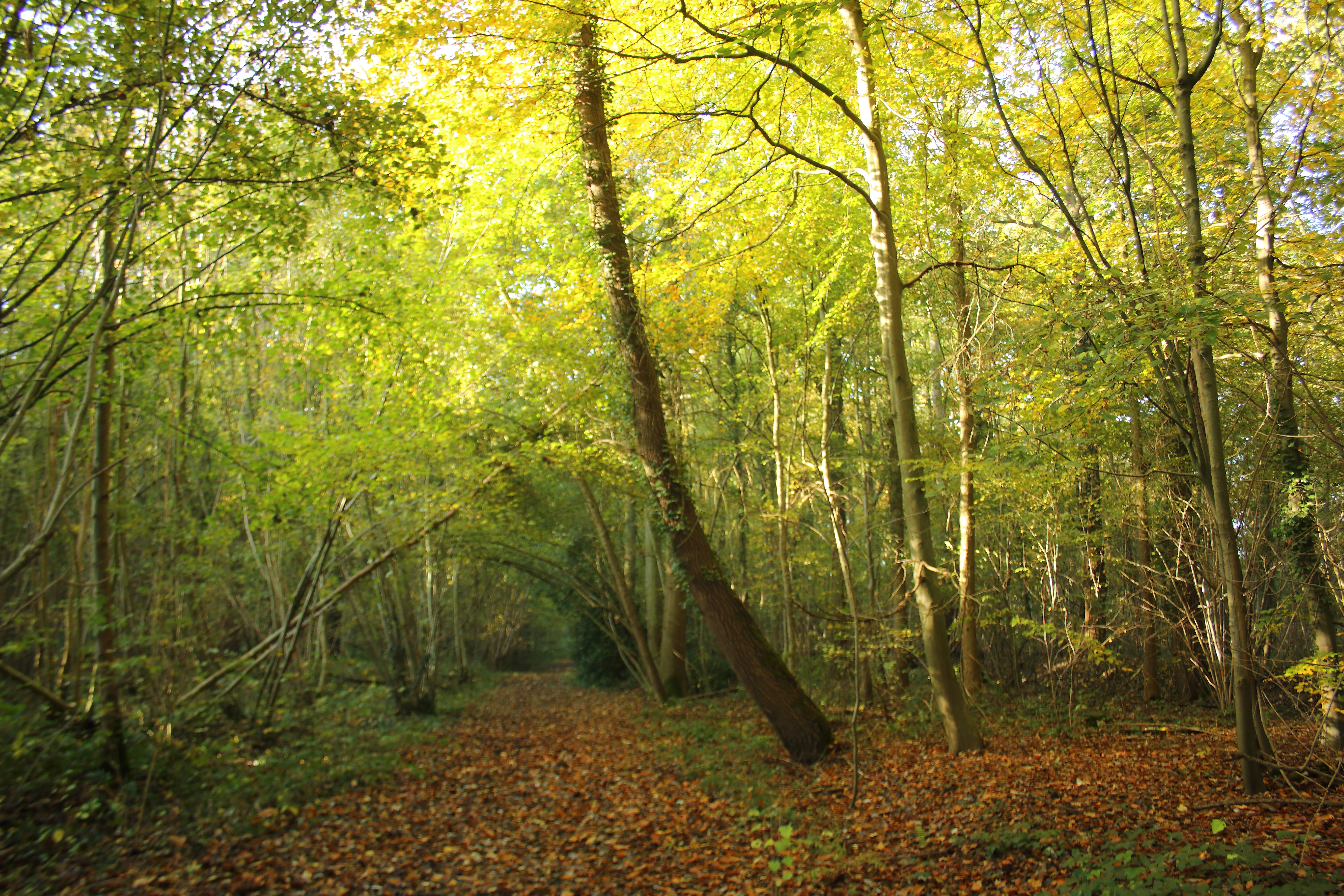
Spiegeldriesbos (Munkbos)

## Natuur en landschap
Scheldewindeke ligt in Zandlemig Vlaanderen op een hoogte die varieert tussen 19 en 60 meter. In tegenstelling tot wat de naam doet vermoeden ligt Scheldewindeke niet aan de Schelde maar in het interfluvium tussen Schelde en Dender.

## Verkeer en vervoer
In Scheldewindeke staat het Station Scheldewindeke op Spoorlijn 122 (Melle - Geraardsbergen).

## Personen uit Scheldewindeke
- Franz Vergauwen (Gent, 1801-1881) was burgemeester van Scheldewindeke, senator, krantenuitgever en een van de grote Belgische bibliofielen en handschriften- en boekenverzamelaars van de 19de eeuw.
- André De Witte (1944-2021), landbouwingenieur en bisschop van Ruy Barbosa (Bahia) in Brazilië.

## Nabijgelegen kernen
Balegem, Oosterzele, Moortsele, Baaigem, Beerlegem